# 1832 en littérature
| Années de la littérature : 1829 - 1830 - 1831 - 1832 - 1833 - 1834 - 1835    |
| Décennies de la littérature : 1800 - 1810 - 1820 - 1830 - 1840 - 1850 - 1860 |

Cet article présente les faits marquants de l'année 1832 en littérature.

## Évènements
- 17 janvier : Victor Hugo écrit un fragment d'une pièce : Juana ou le Repaire de la guérilla.
- 15 mars : nouvelle préface de Victor Hugo pour le roman Le Dernier Jour d'un condamné.
- 24 mars : nouvelle préface de Victor Hugo pour la réédition, chez Renduel, de Bug-Jargal.
- Avril : Honoré de Balzac fait connaître ses opinions légitimistes dans le journal Le Rénovateur, sous l'influence de la duchesse de Castries.
- 3 mai : Zulma Carraud, amie républicaine d'Honoré de Balzac, lui reproche avec véhémence ses prises de positions légitimistes, sous l'influence de la duchesse de Castries, alors qu'il avait été jusque-là libéral.
- 3 juin-23 juin : Victor Hugo rédige Le roi s'amuse.
- 9-20 juillet : Victor Hugo rédige Lucrèce Borgia (premier titre : Le Souper de Ferrare).
- Septembre : première version de Claude Gueux de Victor Hugo.
- 20 septembre : Honoré de Balzac rejoint la Duchesse de Castries à Aix-les-Bains.
- 8 octobre : Victor Hugo quitte la rue Jean-Goujon pour le n° 6 de la place Royale (actuelle maison de Victor Hugo place des Vosges).
- 20 octobre : préface à l'édition définitive de Notre-Dame de Paris.
- Novembre : la rupture de Hugo avec Vigny devient effective.
- 22 novembre : représentation de Le Roi s'amuse de Hugo au Théâtre-Français.
- 23 novembre : les représentations de Le Roi s'amuse sont suspendues.
- 25 novembre : dans Le National, Rolle attaque violemment Le Roi s'amuse.
- 3 décembre : Le Roi s'amuse paraît chez Renduel.
- 10 décembre : par décret, le ministre d'Argout transforme en interdiction la suspension de Le Roi s'amuse.
- 17 décembre : nouvelle édition, augmentée des trois chapitres « retrouvés », chez Renduel, de Notre-Dame de Paris.
- 19 décembre : devant le tribunal de commerce, procès de Victor Hugo contre le Théâtre-Français. Victor Hugo ajoute sa plaidoirie (fortement politique) à celle d'Odilon Barrot, son avocat.
- 23 décembre : Victor Hugo écrit au comte d'Argout qu'il renonce à la pension de 2 000 francs qui lui avait été attribuée en 1823 et était payée sur les fonds du ministère de l'Intérieur.
- 29 décembre : Chateaubriand lance son Mémoire sur la captivité de Mme la duchesse de Berry : « Madame, votre fils est mon roi ».
- 29 décembre : Victor Hugo et Félix Harel signent un traité pour la représentation, au théâtre de la Porte-Saint-Martin, de Lucrèce Borgia.
- France : Guizot rétablit l’Académie des sciences morales et politiques, supprimée en 1803.

## Parutions

### Essais
- Etienne Cabet (socialiste utopiste, 1788-1856) : Histoire de la Révolution de 1830 et situation présente expliquée et éclairée par les révolutions de 1789, 1792, 1799, 1804 et par la Restauration.
- De la misère des ouvriers et de la marche à suivre pour y remédier, par le baron Pierre Bigot de Morogues.

### Poésie
- Petrus Borel : Rhapsodies.
- Théophile Gautier : Albertus.
- Goethe (allemand) : Publication posthume de la seconde partie de Faust, poème dramatique.
- George Sand : La reine Mab.

### Romans

#### Auteurs francophones
- Alfred de Vigny : Stello, roman philosophique.
- Charles Nodier : La Fée aux miettes, Jean-François les Bas-Bleus.
- George Sand : Indiana (mai) et Valentine.
- Honoré de Balzac : Le Colonel Chabert, Le Curé de Tours (mai). Deuxième tome des Scènes de la vie privée.
- Honoré de Balzac : Les Cent Contes drolatiques.

#### Auteurs traduits
- Hans Christian Andersen (danois) : Skyggebilleder et Fantaisies et Esquisses
- Alexandre Bestoujev (russe) : Ammalat Bet.
- Mikhaïl Lermontov (russe) : L’Ange.

### Nouvelles
- George Sand :
  - Melchior.
  - Le toast.
  - La marquise.
  - L'île des fleurs.

### Théâtre
- Victor Hugo : Le Roi s'amuse. Drame interdit par la censure.
- Alfred de Musset : À quoi rêvent les jeunes filles et la Coupe et les Lèvres. Comédies de mœurs romantiques.
- Alfred de Musset : Un spectacle dans un fauteuil, recueil de pièces

## Principales naissances
- 21 janvier : Horatio Alger, Jr., écrivain américain († 1899).
- 27 janvier : Lewis Carroll, écrivain anglais († 1898).
- 11 juin : Jules Vallès, écrivain français († 1885).
- date inconnue : Caroline Chevalier, femme écrivain voyageur († 1917).

## Principaux décès
- 22 mars : Johann Wolfgang von Goethe, poète, romancier, dramaturge, théoricien de l'art et homme d'État allemand (° 28 août 1749).